# 畠山一清

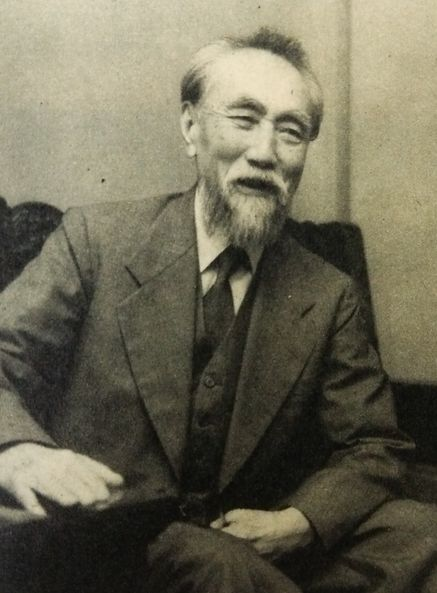
1956年

畠山 一清（はたけやま いっせい、1881年（明治14年）12月28日 - 1971年（昭和46年）11月17日）は、日本の実業家・機械工学者。株式会社荏原製作所の創立者。石川県金沢市出身。機械工学者・井口在屋の「渦巻ポンプに関する理論」をもとに「うずまきポンプ」を発明した。

## 来歴
1881年（明治14年）、金沢で能登の守護大名・能登畠山氏の血筋を引く家系に生まれる。東京帝国大学機械工学科を卒業後、1912年に恩師の井口在屋と共同でゐのくち式機械事務所を創業した。1920年（大正9年）にはポンプ販売の事業を発展させて荏原製作所を設立した。
畠山の発明は渦巻ポンプにとどまらず、発電用車、送風機、水中モーターポンプなど数十種の製品に及ぶ。
第二次世界大戦後、1946年（昭和21年）7月29日に貴族院議員（勅選議員）となり、研究会に所属し1947年（昭和22年）5月2日の貴族院廃止まで務めた。
1953年（昭和28年）5月11日、藍綬褒章を授与された発明功労者18人とともに皇居にあがり、代表者として昭和天皇に挨拶を行った。
また後に発明協会の会長を務め、恩賜発明賞の別称「畠山一清賞」に名前を残している。畠山は「即翁」の号を持つ数寄者としても知られており、益田鈍翁らと交流を持った。茶器や能道具など、畠山が収集した数多くの美術品は東京都港区にある畠山記念館に収められている。